# Bitter End
Bitter End ist eine US-amerikanische Thrash-Metal-Band aus Seattle, Washington, die im Jahr 1985 gegründet wurde, sich im Jahr 1992 trennte und 2011 wieder zusammenschloss.

## Geschichte
Ihren Ursprung hatte die Band im Anfang der 1980er Jahre, als sich die High-School-Schüler Matt (E-Gitarre, Gesang) und Chris Fox (E-Bass), die Fans von Bands wie Slayer, Armored Saint, Exodus und Metallica waren, zusammenfanden und einige Stücke einstudierten. Im 1985 stieß der Schlagzeuger Harry Dearinger zu ihnen. Während dieser Zeit schrieben sie einige Lieder und gründeten die Band. Im Jahr 1987, mieteten Matt und Chris The House of Deth im Universitätsbezirk von Seattle. Dort veranstalteten sie jede Sonntagnacht ein Konzert. Dort spielten noch weitere Band wie Forced Entry, Sanctuary, Coven, Panic und Heir Apparent.
Auf ihrem ersten Konzert spielten Bitter End als Vorgruppe von Forced Entry und Coven. Jedoch verzichtete die Band noch auf Gesang, da sich Matt Fox erst danach auch zum Sänger erklärte. Im Jahr 1988 nahm die Band das Demo Meet Your Maker mit Chris Hanzsek bei Reciprocal Recording auf. Es folgten weitere Auftritte in Seattle zusammen mit Alice in Chains, Wild Dogs und My Sister’s Machine und der zweite Gitarrist Melcon Wagner stieß zur Band. Im Jahr 1989 entdeckte Dyana Kass von Metal Blade Records die Band. Mit der Hilfe des Produzenten Jack Endino nahm die Band ein weiteres Demo auf. Kurz danach verließ der Gitarrist Wagner wieder die Band. Es folgte ein Vertrag über sieben Alben bei Metal Blade Records / Warner-Elektra-Atlantic.
Während der Arbeiten zum Album trat der Gitarrist Russ Stefanovich der Band bei. Im Februar 1990 nahmen Bitter End mit dem Produzenten Randy Burns (Megadeth, Kreator) das Album Harsh Realities bei Dodge City Recording in Studio City, Kalifornien, auf. Das Album wurde im Juni 1990 veröffentlicht. Danach ging die Band zusammen mit DRI auf Tour durch den Westen der USA, sowie durch Kanada und Mexiko. Zudem spielte die Band auch einige Konzerte mit Excel. Im Herbst desselben Jahres 1990 folgte eine Tour mit Sacred Reich, sowie eine weitere mit Atrophy. Im Jahr 1991 erstellte die Band finanziert durch Metal Blade mit Tom Ensign ein schwarz-weiß Video für das Lied Harsh Realities, welches unter anderem auch auf dem Headbangers’ Ball von MTV gespielt wurde.
Anfang 1991 trennten sich Bitter End aufgrund von Unstimmigkeiten von Metal Blade. Den Rest des Jahres verbrachte die Band mit dem Spielen von Konzerten, sowie dem Entwickeln von neuen Liedern. Die Band spielte lokale Auftritte zusammen mit The Accused und Soundgarden und hielt Touren mit Anvil, Heathen und Scatterbrain. Bitter End nahmen einige Lieder in den Robert Lang Studios in Seattle auf, wo sie durch Jack Endino abgemischt wurden. Danach begab sich die Band auf der Suche nach einem Label, die jedoch erfolglos verlief, sodass die Band ihr vorerst letztes Konzert im August 1992 spielte.
In den 1990er Jahren spielte Matt Fox bei einer Band namens Dr. Unknown, sowie in Holy Terror. Momentan spielt er bei Zero Down. Russ Stefanovich spielt momentan bei Midnight Idols. Chris Fox begab sich nach Memphis, um sich der Graduate School zu widmen. Danach kehrte er wieder nach Seattle zurück und spielte auf dem Soloalbum von Geoff Tate im Jahr 2002.
Im Jahr 2001 schloss sich die Band wieder zusammen und Stefanovich veröffentlichte im Juli die Kompilation Heave a Nice Death! über Metal on Metal Records, die aus unveröffentlichtem Material aus den Jahren 1991 und 1992 stammten.

## Stil
Die Musik von Bitter End ist mit der von Megadeth vergleichbar, wobei die Lieder von letztgenannter Band schwerer und schneller sind. Bitter End hingegen legten einen höheren Wert auf technisch anspruchsvollere Lieder.

## Diskografie
- 1988: Meet Your Maker (Demo, Eigenveröffentlichung)
- 1990: Harsh Realities (Album, Metal Blade Records)
- 2011: Burning Bridges (Single, Metal on Metal Records)
- 2011: Have a Nice Death! (Kompilation, Metal on Metal Records)